# Virus mozaiky pepina

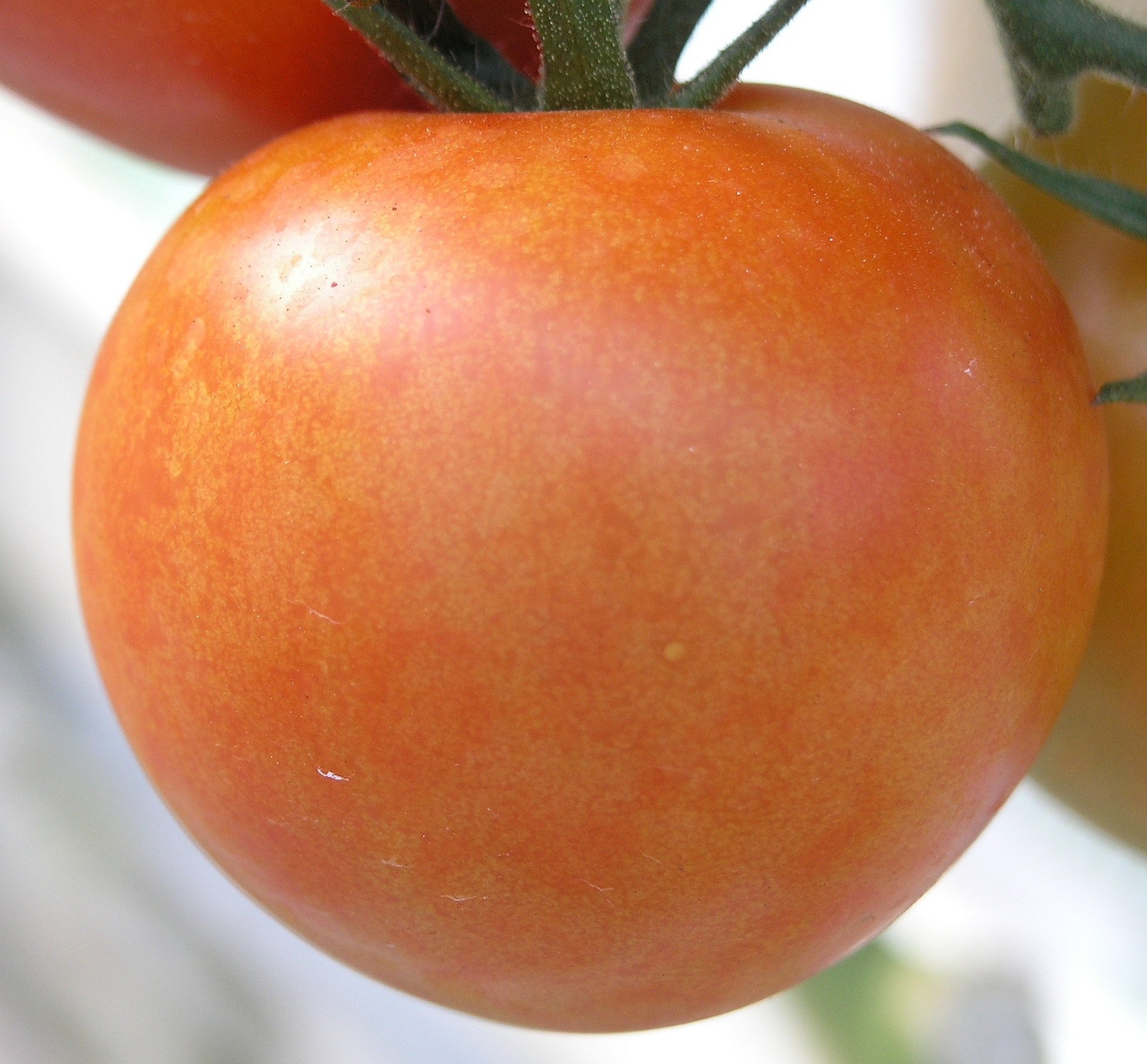
Plod rajčete s virem Pepino mosaic virus (PepMV)

Virus mozaiky pepina je virová choroba rostlin způsobená virem Pepino mosaic virus (PepMV). Virus byl poprvé popsán v roce 1974 v Peru. V roce 1999 byl v Evropě téměř současně zjištěn v porostech skleníkových rajčat v Nizozemsku, Německu a Velké Británii. Ačlkoliv byl virus popsán na pepinu, v evropských zemích napadá hlavně skleníková rajčata (Lycopersicon esculentum).
Virus mozaiky pepina, který patří do skupiny potexvirů (ohebné tyčinky), se velmi snadno přenáší dotykem. Trichomy, které pokrývají listy a stonky rostlin, napomáhají šíření viru. Ačkoli může být tímto virem infikováno mnoho rostlin, vykazuje většinou jen málo plodů symptomy napadení.
 Virus mozaiky pepina může působit značné škody také na některých odrůdách brambor. Nebezpečí přenosu PepMV z infikovaných rajčat na brambory je vysoké zejména tam, kde se obě plodiny pěstují a obdělávají na pozemcích společně.

## EPPO kód
PEPMV0

## Synonyma patogenu

### Vědecké názvy
Seznam podle EPPO pro patogena virus mozaiky pepina.
- Pepino mosaic potexvirus
- PepMV

## Zeměpisné rozšíření
Ojedinělé infekce rajčat byly do konce roku 2006 zaznamenány v 18 evropských zemích (včetně všech států sousedících s územím ČR), ve většině z nich byly tyto výskyty úspěšně eradikovány. Ve větší míře je virus mozaiky pepina rozšířen ve Španělsku, Nizozemsku, Velké Británii a Francii, nicméně i v těchto zemích probíhají přísná eradikační a hygienická opatření. Z neevropských zemí jsou potvrzeny výskyty v Maroku, Číně, Kanadě, Spojených státech, Peru a Chile. Od objevení se viru mozaiky pepina v Evropě je tento virus intenzivně studován a postupně jsou doplňovány a upřesňovány poznatky týkající se hostitelského spektra, škodlivosti, přenosu a možností eradikace a zabránění dalšího šíření.
Molekulární studie ukázaly, že nizozemské a britské izoláty byly totožné, ale poněkud lišily od "kmene typu pepino". Typ kmene pepino způsobuje pouze systémové příznaky infekce na rajče. Další studie došly k závěru, že evropské izoláty na rajčatech se liší od typů kmene na pepinu, a patří ke kmenům výrazně preferujícím jako hostitele rajče.
Na základě genomové RNA PepMV analýzy jsou rozlišovány severoamerické kmeny (US genotypy) PepMV-US1 a PepMV-US2, úzce spolu příbuzné, ale odlišné od evropského kmenu (EU rajče genotyp), chilského kmenu (CH2 genotyp) a peruánského kmenu (LP genotyp).

### Výskyt v Česku
V České republice na základě každoročního průzkumu a testování rostlin rajčat z porostů polních i chráněných kultur, které provádí Státní rostlinolékařská správa, nebyl výskyt viru mozaiky pepina doposud prokázán. Nicméně infikované plody rajčat se často objevují v obchodní síti z dovozů ze Španělska a Maroka a ojediněle i Nizozemska nebo Belgie.

## Hostitel
Nejvýznamnějším hostitelem je rajče jedlé. V jižní Americe je virus rozšířen na planých druzích rajčat. Ve Španělsku byl detekován na řadě plevelů rostoucích v okolí infikovaných porostů rajčat, např. na jitroceli, laskavci, lilku, merlíku, mléči, pampelišce, slézu, svlačci a šťovíku.
Seznam podle pestinfo
- lilek brambor (Solanum tuberosum)
- lilek rajče (Solanum lycopersicum)
- bazalka (Ocimum)

## Příznaky
Míra projevu symptomů závisí na odrůdě, vývojovém stadiu rostlin a stanovišti. Infikované rostliny jsou velmi často zcela bez příznaků, nebo se příznaky ztrácí.

### List
- slabá chlorotická mozaika až žlutá strakatost listů
- mezižilková chloróza
- kadeřavost a deformace listů (často doprovázená tmavozelenou mozaikou)
- nepravidelné chlorotické nebo žluté skvrny na starších listech
- zakrňování a deformace růstového vrcholu („kopřivovitost“ tzn. okraje listů jsou zubatější. ).[1] [3]

Listy infikovaných rostlin jsou velmi intenzivně světle zbarvené, zelená zůstává jen žilnatina. Zbarvení bývá často nejvýraznější na špičkách listů.
Na listech odrůdy ’Clarence’ je pozorována světle až téměř zářivě žlutá skvrnitost. Na listech odrůd ’Culina’, ’Dalton’, ’Evita’, ’Suso’ a ’Vanessa’ nebyly dosud zjištěny žádné symptomy.

### Plody
- nestejnoměrné zbarvení slupky, barva neodpovídá vlastnostem odrůdy, barva je světlejší ve srovnání se zdravými plody
- nepravidelné skvrny – úzké kroužky nebo skvrny menšího rozsahu, mohou být lineárně uspořádány

Příznaky na plodech se projevují ve formě mramorování a nepravidelného dozrávání (oranžové a červené skvrny), zřetelné jsou většinou jen na několika málo plodech trsu. Obvykle plody nevykazují žádné symptomy napadení a nelze je proto rozeznat od zdravých. Podle dosavadních pozorování existují odrůdy jako např. ’Clarence’, u nichž se na plodech neobjevují žádné symptomy, a dále odrůdy, u nichž vykazuje symptomy napadení přibližně 0,5 % plodů (např. ’Culina’) nebo až 5 % plodů (např. ’Clotilde’).

### Možnost záměny
Většina příznaků není specifická pro infekci virem mozaiky pepina a lze je snadno zaměnit s příznaky infekce jinými viry (např. X viru bramboru a viru mozaiky okurky) a s fyziologickými poruchami způsobenými nedostatkem světla. Infikované rostliny planých druhů rajčete jsou většinou bez příznaků, stejně jako jsou bez příznaků i všechny doposud popsané druhy plevelů. Rostliny pepina bývají taktéž bez příznaků, popř. se příznaky projevují ve formě žluté mozaiky mladých listů.

## Diagnostika
Vzhledem k tomu, že příznaky PepMV jsou na přirozených hostitelích nespecifické, snadno zaměnitelné s příznaky jiného původu a nebo jsou infikované rostliny bez příznaků, je nevyhnutelné možnou infekci potvrdit nebo vyloučit pomocí některé z laboratorních metod. 

## Význam
Míra hospodářské škodlivosti PepMV je stále předmětem sporů a dalšího průzkumu. Např. v Nizozemsku, kde je virus mozaiky pepina poměrně rozšířen, dochází ke snížení výnosu jen asi o 0,5% a v několika málo případech do 5%. Ve Španělsku se ztráty pohybovaly mezi 15 až 80%. Významné může být především snížení kvality plodů.

## Šíření
Virus mozaiky pepina je extrémně snadno přenosný kontaktem, a to jak mezi rostlinami navzájem, tak i při jejich ošetřování. V přenos na větší vzdálenosti lze nalézt jako zdroj špatně vyčištěné osivo pocházející z infikovaných rostlin, sadbu, případně infikované plody. K přenosu viru může rovněž docházet cirkulací živného roztoku v hydroponických kulturách. Virus na kontaminovaných předmětech a oděvu přetrvá i několik dní. Přenos kompostovaným infikovaným materiálem se pokládá za nemožný.
Ačkoli nebyl doposud prokázán přenos hmyzími vektory (není přenosný třásněnkami, molicemi ani mšicí broskvoňovou), byl přenos kontaktem pozorován u opylovačů (čmeláci).

## Ochrana rostlin

### Rezistentní odrůdy
Zatím nejsou známy žádné rezistentní odrůdy rajčat a rozdíly v citlivosti jednotlivých odrůd na infekci PepMV nejsou dostatečně odzkoušeny.

### Prevence
Použití zdravé sadby, pravidelná kontrola porostů, likvidace plevelů jako možného zdroje infekce, oddělení pěstitelských ploch a prostor sloužících k manipulaci s plody.
Před založením nových porostů se doporučuje pečlivé odstranění rostlinných zbytků z předchozí kultury a jejich správné zkompostování (min. 6 týdnů se musí teplota kompostované hmoty pohybovat mezi 55 až 70 °C) a dezinfekce prostor skleníků a používaného nářadí.

### Chemická ochrana
Praktická pozorování ukázala, že zejména hnojivem s obsahem dusíku dojde k potlačení vzniku příznaků.

#### Karanténa
Po zjištění škodlivých výskytů viru mozaiky pepina v některých evropských zemích byl tento virus rozhodnutím Evropské Komise z roku 2003 označen jako škodlivý organismus.